# Los Angeles Rams 1951
La stagione 1951 dei Los Angeles Rams è stata la 14ª della franchigia nella National Football League e la sesta Los Angeles La squadra ebbe una stagione regolare di alti e bassi, non vincendo mai più di tre gare consecutive ma riuscendo comunque a vincere 8 gare e a conquistare la National Conference dopo avere battuto i Green Bay Packers nella settimana 12. Los Angeles guidò anche la National Football League per la seconda volta dal trasferimento in California, la prima di dieci stagioni consecutive. 
Nella terza finale consecutiva, i Rams affrontarono in una rivincita i Cleveland Browns campioni in carica, conquistando il secondo titolo di sette stagioni, il primo a Los Angeles. La squadra non avrebbe più vinto alcun titolo durante la sua prima permanenza ad LA, durata fino al 1994.

## Scelte nel Draft 1951
- 1 (11) – Bud McFadin, Texas, G
- 2 (24) – Herb Rich, Vanderbilt, B
- 3 (35) – Charlie Toogood, Nebraska, T
- 4 (48) – George Kinek, Tulane, B
- 5 (59) – Tony Momsen, Michigan, C
- 6 (72) – Norb Hecker, Baldwin–Wallace, E
- 7 (83) – Alan Egler, Colgate, B
- 8 (96) – Hugo Primiani, Boston University, T
- 9 (107) – Nolan Lang, Oklahoma, B
- 10 (121) – Roland Kirkby, Washington, B
- 11 (132) – John Natyshak, Tampa, B
- 12 (145) – Don Hardey, Pacific, B
- 13 (156) – Joe Reid, Louisiana State, C
- 14 (169) – Rob McCoy, Georgia Tech, B
- 15 (180) – Obie Posey, Southern, B
- 16 (193) – Bill Robertson, Memphis State, E
- 17 (204) – Hal Riley, Baylor, E
- 18 (217) – Dick Daugherty, Oregon, G
- 19 (228) – Andy Robustelli, Arnold, DE
- 20 (241) – Jim Nutter, Wichita State, B
- 21 (252) – Earl Stelle, Oregon, B
- 22 (265) – Billy Baggett, Louisiana State, B
- 23 (276) – Dean Thomas, Michigan State, T
- 24 (289) – Harry Abeltin, Colgate, T
- 25 (300) – Jackie Calvert, Clemson, T
- 26 (313) – Howie Ruetz, Loras, T
- 27 (324) – Al Brosky, Illinois, B
- 28 (337) – Sterling Wingo, Virginia Tech, B
- 29 (348) – Earl Jackson, Texas Tech, B
- 30 (361) – Alvin Hanley, Kentucky State, B

## Roster
| Roster dei Los Angeles Rams nel 1951 |
| --- |
| Quarterback - 11 Norm Van Brocklin - 7 Bob Waterfield Running Back - 41 Glenn Davis - 31 Dick Hoerner - 77 Vitamin Smith - 32 Dan Towler - 13 Paul "Tank" Younger Wide Receiver - 55 Tom Fears - 40 Elroy Hirsch Tight End - 80 Bob Boyd - 30 Woodley Lewis - 11 Jack Zilly Offensive Linemen - 72 Bobby Collier T - 71 Tom Dahms T - 67 Dick Daugherty G - 44 Harry Thompson G - 68 Jack Finlay G - 50 Leon McLaughlin C - 76 Don Simensen T Defensive Linemen - 63 Larry Brink DE - 93 Jack Halliday DT - 81 Andy Robustelli DE - 70 Charlie Toogood DT - 64 Stan West NT Linebacker - 57 Don Paul - 52 Curtis Johnson OLB - 50 Bryan Kehl OLB Defensive Back - 80 Bob Boyd CB - 88 Norb Hecker S - 27 Marvin Johnson CB - 10 Tom Keane CB - 30 Woodley Lewis CB - 42 Herb Rich S - 33 Jerry Williams CB Special Team - 7 Bob Waterfield K/P |
| Legenda - I rookie sono in corsivo. - Il primo ruolo è il principale mentre gli eventuali successivi indicano i ruoli secondari. - (IR) sta per Injured Reserve ed indica la lista ristretta per un solo giocatore infortunato che può tornare ad allenarsi dopo la settimana 6 e a rientrare in prima squadra dopo che questa ha giocato 8 partite. - (NF-Inj.) / (NF-Ill.) stanno rispettivamente per Non-Football Injured e Non-Football Illness ed indicano le liste dove viene inserito un giocatore che ha un infortunio o una malattia non dipendente dal football americano. - (PUP) sta per Physically Unable to Perform ed indica la lista dove viene inserito un giocatore mentre è in attesa di recuperare la condizione fisica. Nella stagione regolare dopo la sesta partita giocata dalla propria squadra, il giocatore ha tempo tre settimane per riprendere ad allenarsi, più tre settimane aggiuntive dal suo rientro agli allenamenti per rientrare in prima squadra. |

## Calendario

### Stagione regolare
| Stagione regolare |            |           |                   |                      |                    |          |        |                      |
| Turno             | Avversario | Punteggio | Miglior passatore | Miglior corridore    | Miglior ricevitore | Pubblico | Record | Stadio               |
| 1                 | Yanks      | 52–14     | Van Brocklin(554) |                      | Hirsch (173 yds)   | 30,315   | 1–0    | Los Angeles Coliseum |
| 2                 | Browns     | 38–23     |                   | Jones (110 yds)      |                    | 67,186   | 1–1    | Los Angeles Coliseum |
| 3                 | @ Lions    | 27–21     |                   |                      | Hirsch (147 yds)   | 52,907   | 2–1    | Briggs Stadium       |
| 4                 | @ Packers  | 28–0      |                   | Towler (144 yds)     | Hirsch (111 yds)   | 21,393   | 3–1    | State Fair Park      |
| 5                 | @ 49ers    | 44–17     |                   |                      | Hirsch (163 yds)   | 51,987   | 3–2    | Kezar Stadium        |
| 6                 | 49ers      | 23–16     |                   | Perry (115 yds)      | Hirsch (103 yds)   | 55,569   | 4–2    | Los Angeles Coliseum |
| 7                 | Cardinals  | 45–21     |                   | Towler (109 yds)     | Hirsch (195 yds)   | 29,995   | 5–2    | Los Angeles Coliseum |
| 8                 | Yanks      | 48–21     |                   | Taliaferro (166 yds) |                    | 34,717   | 6–2    | Los Angeles Coliseum |
| 9                 | @ Redskins | 31–21     |                   | Goode (148 yds)      | Hirsch (104 yds)   | 26,307   | 6–3    | Griffith Stadium     |
| 10                | @ Bears    | 42–17     |                   |                      | Hirsch (106 yds)   | 50,286   | 7–3    | Wrigley Field        |
| 11                | Lions      | 24–22     |                   |                      |                    | 67,892   | 7–4    | Los Angeles Coliseum |
| 12                | Packers    | 42–14     | Rote (335 yds)    | Towler (102 yds)     | Hirsch (146 yds)   | 23,698   | 8–4    | Los Angeles Coliseum |

### Playoff
| Playoff     |            |           |                   |                   |                    |          |                      |        |
| Data        | Avversario | Punteggio | Maggior passatore | Miglior corridore | Miglior ricevitore | Pubblico | Stadio               | Turno  |
| 23 dicembre | Browns     | 24–17     | Graham (280 yds)  | Graham (43 yds)   | Fears (146 yds)    | 59,475   | Los Angeles Coliseum | FInale |

## Classifiche
| NFL National Conference |   |   |   |      |       |     |     |     |
|                         | V | S | P | %    | CONF  | PF  | PA  | STR |
| Los Angeles Rams        | 8 | 4 | 0 | .667 | 7–2   | 392 | 261 | V1  |
| San Francisco 49ers     | 7 | 4 | 1 | .636 | 5–2–1 | 255 | 205 | V3  |
| Detroit Lions           | 7 | 4 | 1 | .636 | 5–4–1 | 336 | 259 | S1  |
| Chicago Bears           | 7 | 5 | 0 | .583 | 6–2   | 286 | 282 | S1  |
| Green Bay Packers       | 3 | 9 | 0 | .250 | 1–8   | 254 | 375 | S7  |
| New York Yanks          | 1 | 9 | 2 | .100 | 1–7–2 | 241 | 382 | S2  |

Nota: I pareggi non venivano conteggiati ai fini della classifica fino al 1972.